# Parco nazionale di Cuc Phuong
Il parco nazionale di Cuc Phuong (in vietnamita: Vườn quốc gia Cúc Phương) è un'area naturale protetta del Vietnam settentrionale. È stato istituito nel 1962 e occupa una superficie di 222 km² nelle province di Ninh Bình, di Hoa Binh e di Thanh Hóa.